# آنسک-سیور-وین
آنسک-سیور-وین (به فرانسوی: Ansac-sur-Vienne) یک کمون در فرانسه است که در canton of Confolens-Nord واقع شده‌است. آنسک-سیور-وین ۳۰٫۷۹ کیلومتر مربع مساحت دارد ۱۱۰ متر بالاتر از سطح دریا واقع شده‌است.